# Jonathan Gressel

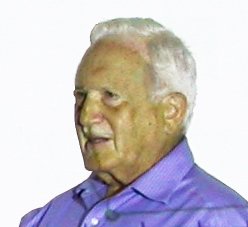
Jonathan Gressel

Jonathan Gressel (* 1936 in Cleveland) ist ein israelischer Agrarwissenschaftler.
Gressel wurden in den USA geboren und kam 1950 nach Israel. Er machte seinen PhD an der University of Wisconsin und war anschließend bis zur Emeritierung als Professor am Weizmann-Institut für Wissenschaften tätig. 2008 war er Mitbegründer der Firma TransAlgae. 2010 erhielt er den Israel-Preis in der Kategorie Landwirtschaft.
Zusammen mit Lee Segel entwickelte er Modelle für die Resistenzbildung gegen Herbizide. In den letzten Jahren beschäftigte er sich mit Bekämpfungsmöglichkeiten für Orobanche und Striga.

## Werke (Auswahl)
- Jonathan Gressel: Crops with target-site herbicide resistance for Orobanche and Striga control. In: Pest Management Science. Band 65, Nr. 5, Mai 2009, S. 560–565, doi:10.1002/ps.1738 (englisch).
- Jonathan Gressel: Needs for and environmental risks from transgenic crops in the developing world. In: New Biotechnology. Band 27, Nr. 5, 30. November 2010, S. 522–527, doi:10.1016/j.nbt.2010.05.015 (englisch).